# Melinnampharete laubieri
Melinnampharete laubieri är en ringmaskart som först beskrevs av Desbruyères 1978.  Melinnampharete laubieri ingår i släktet Melinnampharete och familjen Ampharetidae. Arten har ej påträffats i Sverige. Inga underarter finns listade i Catalogue of Life.